# Gastrallus corsicus
Gastrallus corsicus é uma espécie de insetos coleópteros polífagos pertencente à família Anobiidae.
A autoridade científica da espécie é Schilsky, tendo sido descrita no ano de 1898.
Trata-se de uma espécie presente no território português.